# Henning von Schulman

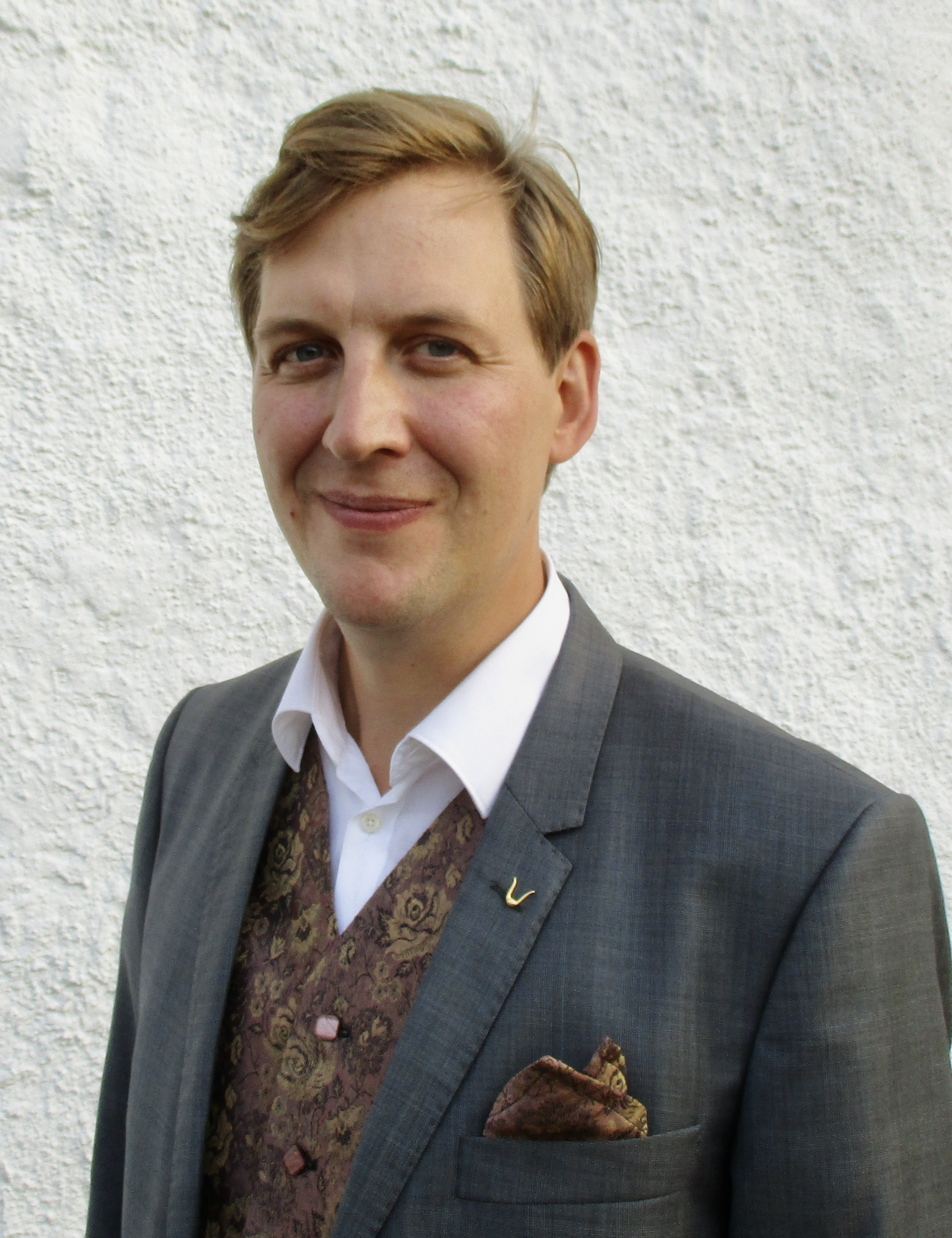
Henning von Schulman vid Birgit Nilsson-dagarna 2021. Han medverkade då vid en operakonsert i Västra Karups kyrka den 14 augusti 2021.

Henning von Schulman, född 24 april 1984, är en svensk operasångare (bas).

## Biografi
Schulman var en duktig korist alltsedan barndomen. Efter avbrutna studier i kemi vid Uppsala universitet kom Schulman 2006 in på Vadstena folkhögskola och påbörjade sin sångarutbildning. 2008 kom Schulman in på Malmö musikhögskola och redan 2010 antogs han vid Operaakademiet i Köpenhamn. 2012, innan avslutad utbildning, engagerades han i rollen Sarastro i en uppsättning av Trollflöjten med Lundalands filharmoniska orkester. Efter examen engagerades Schulman vid Det Kongelige Teater i Köpenhamn 2013. Där har han bland annat sjungit rollerna som Leporello i Don Giovanni, Lodovico i Otello och Banco i Macbeth.
Schulman har även gjort sig känd som skådespelare, och har bland annat gjort rollen som den nederländske hovmästaren i TV-serien Harmonica.

## Priser och utmärkelser
- 2013 – Första pris i Otto Edelmannsällskapets internationella sångartävling i Wien. Han erhöll då också priset för bästa bas/barytonröst och publikpriset.[5]
- 2014 – Andra pris vid Stenhammar international music competition i Norrköping.[6]
- 2016 – Birgit Nilsson-stipendiet[7]